# Segon llibre dels Macabeus
El Segon llibre dels Macabeus és un llibre de l'Antic Testament no acceptat pel cànon jueu però sí pel catòlic escrit en grec cap al segle I aC. El seu autor, desconegut, no coincideix amb el del Primer llibre dels Macabeus, ni els fets continuen la línia cronològica, sinó que amplia esdeveniments ja narrats en l'altre llibre. Es pot dir per l'estil que era una persona molt culta i d'influència hel·lenística.
L'escrit se centra a descriure les festes religioses com a moment d'aglutinació del poble, així com conceptes que després seran represos pel cristianisme: la resurrecció, el paper dels àngels i de l'oració pels difunts.